# Hagios Nikolaos Orfanos

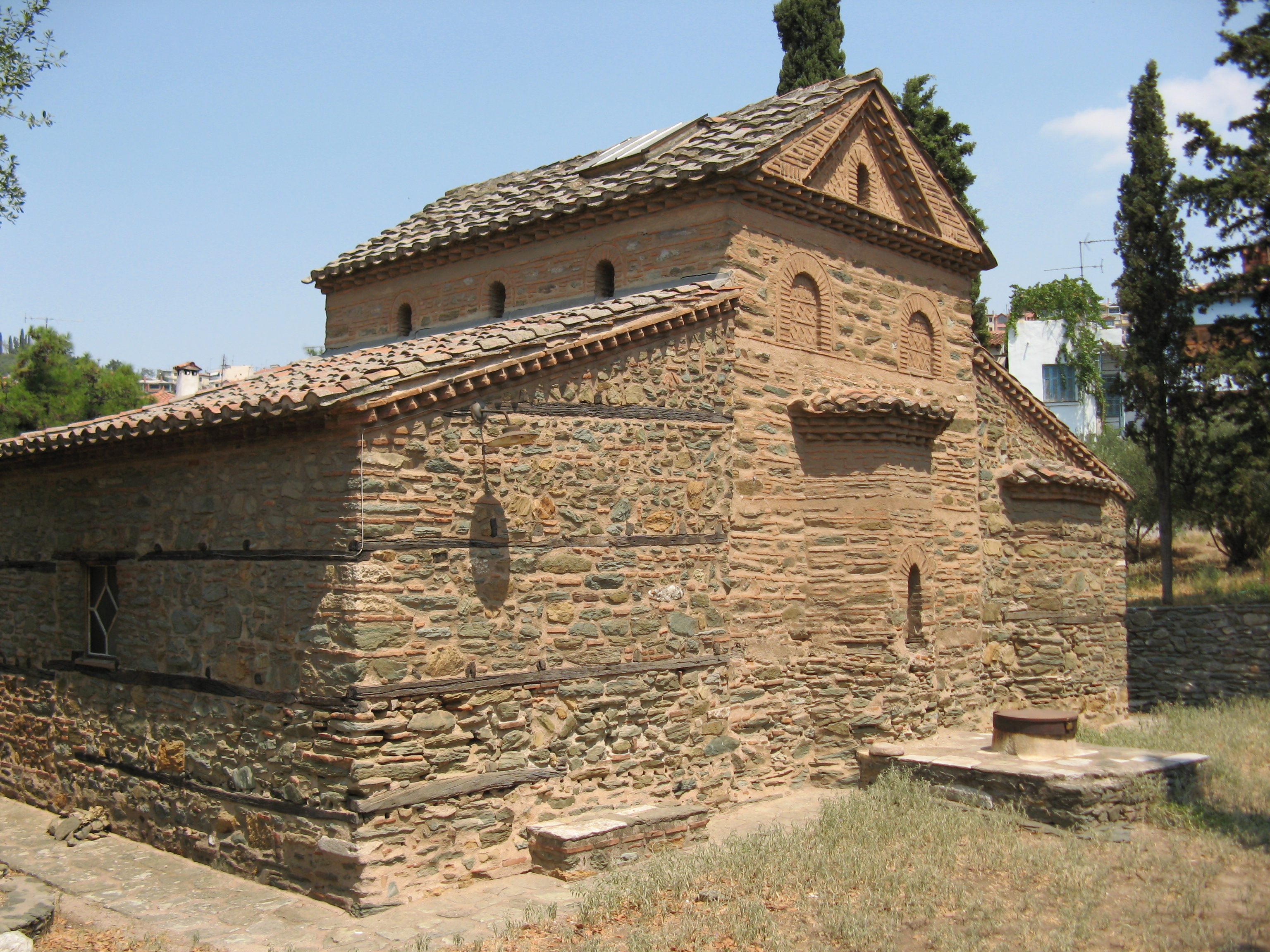
Kirche Hagios Nikolaos Orfanos in Thessaloniki

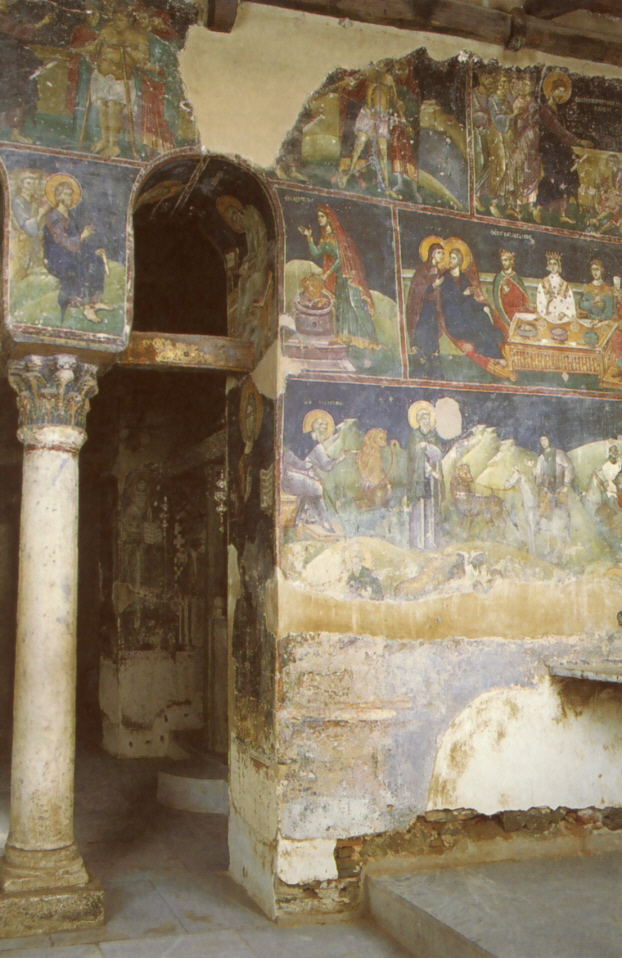
Fresken der Nordwand des Südabschnitts des Umgangs, 1310–20

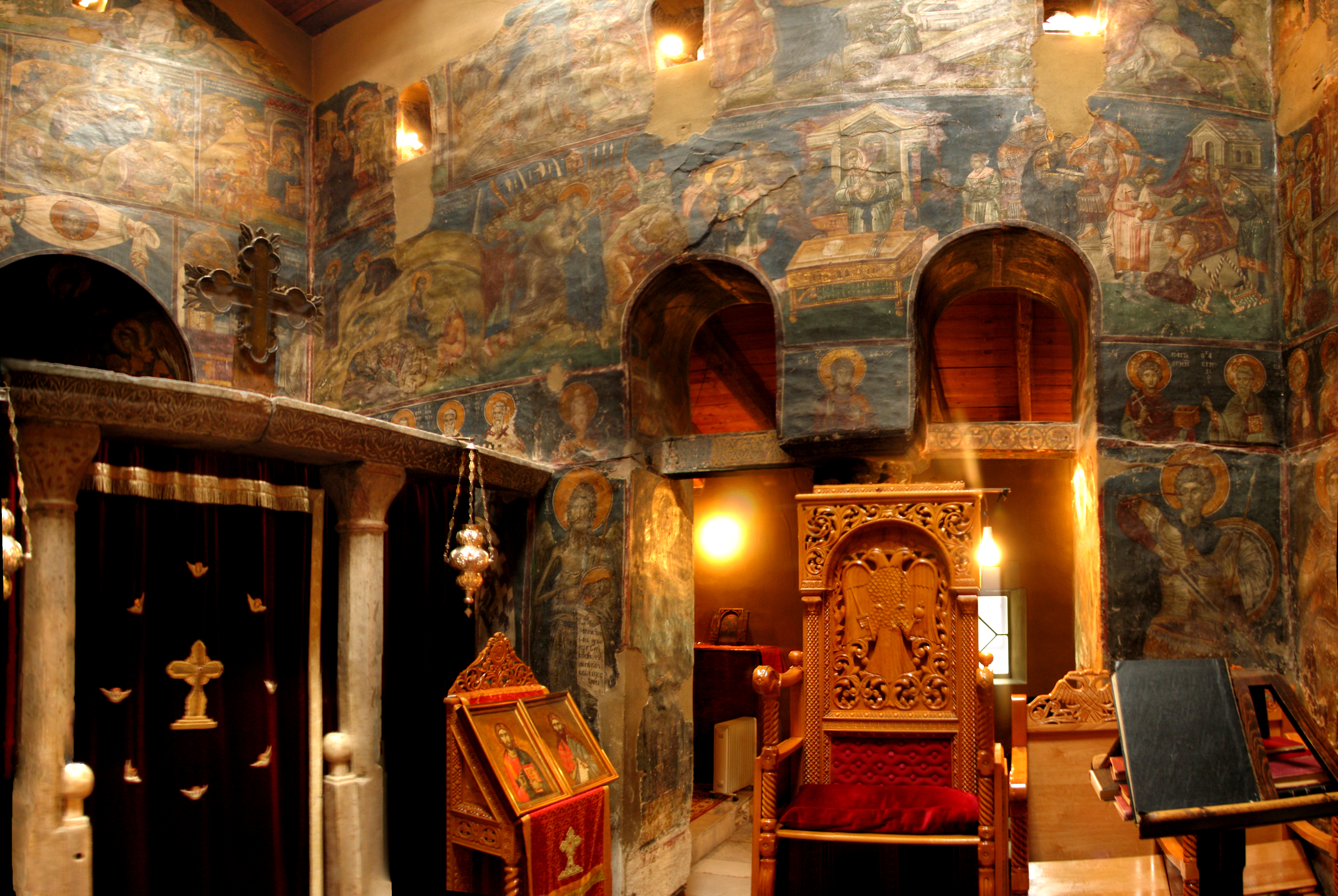
Innenraum der Kirche, Südwand

Hagios Nikolaos Orfanos (griechisch Άγιος Νικόλαος Ορφανός Agios Nikolaos Orfanos) ist eine byzantinische Kirche in der griechischen Stadt Thessaloniki. Sie besitzt bedeutende Wandmalereien aus dem Anfang des 14. Jahrhunderts und gehört mit verschiedenen anderen Objekten in Thessaloniki unter der zusammenfassenden Bezeichnung Frühchristliche und byzantinische Bauten in Thessaloniki zum UNESCO-Welterbe.

## Geschichte
Die heute kleine Kirche befindet sich in der Oberstadt von Thessaloniki. Sie wurde als Katholikon, als Hauptkirche eines Klosters, errichtet. Vom einstigen Kloster existieren nur mehr zwei Säulen vom Eingangstor.
Die Kirche wurde um 1310–20 erbaut und vom serbischen König Stefan Uroš II. Milutin gestiftet. Dieser war mit einer byzantinischen Prinzessin verheiratet und hat nach Berichten serbischer Quellen in Thessaloniki Kirchen und Klöster gegründet. Trotz zahlreicher verschiedener Theorien über den Ursprung der Kirche haben sich heute die meisten Autoren auf die Urheberschaft Milutins festgelegt.
1635 und 1638 wird in Urkunden des Vlatades-Klosters in Thessaloniki, dem die Kirche während der osmanischen Zeit gehörte, der Name Hagios Nikolaos Orfanos genannt, in einem Kodex von 1745 heißt sie Hagios Nikolaos ton Orfanon. Damit wird wohl auf die Legende des heiligen Nikolaus von Myra Bezug genommen, der als Helfer der Waisen gilt. 
Wahrscheinlich war die Kirche ursprünglich eine dreischiffige Basilika. Heute besteht sie nur mehr aus einem einschiffigen Langraum mit einem dreiseitigen Umgang. Der Umgang ist mit Pultdächern gedeckt, die vom Hauptraum überragt werden. Vom Hauptraum aus führen je zweibogige Maueröffnungen in den Nord- und den Südteil des Umgangs, zum Westen hin besteht ein kleines Tor. Der Westteil des Umgangs dient als Narthex. Frühchristliche Säulenkapitelle wurden wiederverwendet, um den Altarraum abzutrennen.
Der Freskenschmuck bedeckt das ganze Kircheninnere und ist nur in wenigen Kirchen Thessalonikis so vollständig erhalten wie hier. Er stammt aus der Gründungszeit der Kirche 1310–20. Die Anordnung der Bilder folgt einer klassischen Konzeption der paläologischen Zeit und spiegelt die Hierarchie der himmlischen Kirche wider. Im Hauptraum befinden sich im unteren Bereich Krieger- und Ärzteheilige. Darüber folgen Darstellungen des Passionsgeschehens und Maria Entschlafung über dem Westeingang. Im Altarraum befindet sich die Darstellung Marias zwischen zwei Engeln, darunter Kirchenväter.

## Bedeutung
Die Fresken der Kirche zählen zu den bedeutendsten Zyklen des frühen 14. Jahrhunderts nicht nur in Thessaloniki, sondern im gesamten makedonischen und serbischen Bereich. Der Maler ist unbekannt, aber es sind Beziehungen zu einigen anderen Kirchen und Klöstern erkennbar, die ebenfalls von König Milutin gegründet wurden, darunter zum Kloster Hilandar auf dem Berg Athos.